# أندي هاريس (لاعب كرة قدم)
أندي هاريس (بالإنجليزية: Andy Harris)‏ (26 فبراير 1977 في جنوب أفريقيا - ) هو لاعب كرة قدم بريطاني في مركز الوسط. لعب مع فوريست غرين ونادي ساوثيند يونايتد ونادي ليتون أورينت ونادي ليفربول ونادي تشستر سيتي وEastleigh F.C. ‏ ونادي ويموث.

## وصلات خارجية
- أندي هاريس على موقع قاعدة بيانات كرة القدم.إي يو (الإنجليزية)
- أندي هاريس على موقع Soccerbase.com (لاعب) (الإنجليزية)